# Hipoplasia del músculo depresor del labio inferior
La hipoplasia del músculo depresor del labio inferior, también llamada asimetría facial con el llanto es una anomalía congénita permanente a lo largo de toda la vida, caracterizada por cierta asimetría de la boca durante el llanto o en reposo. Reduce o imposibilita la capacidad de movimiento de depresión del lado afectado de los labios, aunque no afecta al movimiento de elevación o protrusión, lo que la diferencia de la parálisis facial o la agenesia de la rama mandibular del nervio facial
Se asocia con otras anomalías, principalmente cardiovasculares, aunque también pulmonares, digestivas y genitourinarias.
- Datos: Q2883741